# Vízilabda a 2012. évi nyári olimpiai játékokon
A 2012. évi nyári olimpiai játékokon a vízilabdatornákat július 29. és augusztus 12. között rendezték. A férfiak versenyében 12 csapat, míg a nőkében 8 küzdött meg a bajnoki címért.
Minden csapatot 13 játékos alkotott, így a férfiaknál 156, a nőknél 104 sportoló vehetett részt a tornákon.

## Selejtezők

### Férfi
| Esemény                                | Dátum                | Helyszín            | Kvóta | Kvalifikált csapatok                                                       |
| -------------------------------------- | -------------------- | ------------------- | ----- | -------------------------------------------------------------------------- |
| Rendező                                | -                    | -                   | 1     | Nagy-Britannia (GBR)                                                       |
| 2011-es férfi vízilabda-világliga      | 2011. június 21–26.  | Olaszország         | 1     | Szerbia (SRB)                                                              |
| 2011-es férfi vízilabda-világbajnokság | 2011. július 16–31.  | Sanghaj, Kína       | 3     | Magyarország (HUN) · Horvátország (CRO) · Olaszország (ITA)                |
| 2011-es pánamerikai játékok            | 2011. október 14–30. | Guadalajara, Mexikó | 1     | Egyesült Államok (USA)                                                     |
| Afrikai kvalifikációs torna            | -                    | -                   | 0     | Afrika nem indít csapatot                                                  |
| Ázsiai kvalifikációs torna             | 2012. január 25–27.  | Csiba, Japán        | 1     | Kazahsztán (KAZ)                                                           |
| Óceániai kvalifikációs torna           | -                    | -                   | 1     | Ausztrália (AUS)                                                           |
| Olimpiai selejtezőtona                 | 2012. április 1–8.   | Edmonton, Kanada    | 4     | Montenegró (MNE) · Románia (ROU) · Spanyolország (ESP) · Görögország (GRE) |
| Összesen                               |                      |                     | 12    |                                                                            |

### Nők
| Esemény                      | Dátum                | Helyszín             | Kvóta | Kvalifikált csapatok                                                             |
| ---------------------------- | -------------------- | -------------------- | ----- | -------------------------------------------------------------------------------- |
| Rendező                      | -                    | -                    | 1     | Nagy-Britannia (GBR)                                                             |
| 2011-es pánamerikai játékok  | 2011. október 14–30. | Guadalajara, Mexikó  | 1     | Egyesült Államok (USA)                                                           |
| Afrikai kvalifikációs torna  | -                    | -                    | 0     | Afrika nem indít csapatot                                                        |
| Ázsiai kvalifikációs torna   | 2012. január 24–26   | Csiba, Japán         | 1     | Kína (CHN)                                                                       |
| Óceániai kvalifikációs torna | -                    | -                    | 1     | Ausztrália (AUS)                                                                 |
| Olimpiai selejtezőtona       | 2012. április 15–22. | Trieszt, Olaszország | 4     | Magyarország (HUN) · Oroszország (RUS) · Spanyolország (ESP) · Olaszország (ITA) |
| Összesen                     |                      |                      | 8     |                                                                                  |

## Éremtáblázat
(A táblázatokban az egyes számoszlopok legmagasabb értéke vagy értékei vastagítással kiemelve.)
| A 2012. évi nyári olimpiai játékok éremtáblázata vízilabdában | A 2012. évi nyári olimpiai játékok éremtáblázata vízilabdában | A 2012. évi nyári olimpiai játékok éremtáblázata vízilabdában | A 2012. évi nyári olimpiai játékok éremtáblázata vízilabdában | A 2012. évi nyári olimpiai játékok éremtáblázata vízilabdában | Olimpia  |
| ------------------------------------------------------------- | ------------------------------------------------------------- | ------------------------------------------------------------- | ------------------------------------------------------------- | ------------------------------------------------------------- | -------- |
|                                                               | Ország                                                        | Arany                                                         | Ezüst                                                         | Bronz                                                         | Összesen |
| 1.                                                            | Egyesült Államok (USA)                                        | 1                                                             | 0                                                             | 0                                                             | 1        |
| 1.                                                            | Horvátország (CRO)                                            | 1                                                             | 0                                                             | 0                                                             | 1        |
|                                                               |                                                               |                                                               |                                                               |                                                               |          |
| 3.                                                            | Olaszország (ITA)                                             | 0                                                             | 1                                                             | 0                                                             | 1        |
| 3.                                                            | Spanyolország (ESP)                                           | 0                                                             | 1                                                             | 0                                                             | 1        |
|                                                               |                                                               |                                                               |                                                               |                                                               |          |
| 5.                                                            | Ausztrália (AUS)                                              | 0                                                             | 0                                                             | 1                                                             | 1        |
| 5.                                                            | Szerbia (SRB)                                                 | 0                                                             | 0                                                             | 1                                                             | 1        |
|                                                               |                                                               |                                                               |                                                               |                                                               |          |
| Összesen                                                      | Összesen                                                      | 2                                                             | 2                                                             | 2                                                             | 6        |

## Érmesek

### Férfi torna
| A 2012. évi nyári olimpiai játékok érmesei férfi vízilabdában | A 2012. évi nyári olimpiai játékok érmesei férfi vízilabdában | A 2012. évi nyári olimpiai játékok érmesei férfi vízilabdában | A 2012. évi nyári olimpiai játékok érmesei férfi vízilabdában |
| --- | --- | --- | ------------------------------------------------------------- |
| Arany | Ezüst | Bronz |                                                               |
| Horvátország (CRO) | Olaszország (ITA) | Szerbia (SRB) |                                                               |
| Josip Pavić Damir Burić Miho Bošković Nikša Dobud Maro Joković Petar Muslim Ivan Buljubašić Andro Bušlje Sandro Sukno Samir Barač Igor Hinić Paulo Obradović Frano Vićan | Stefano Tempesti Amaurys Pérez Niccolò Gitto Pietro Figlioli Alex Giorgetti Maurizio Felugo Massimo Giacoppo Valentino Gallo Christian Presciutti Deni Fiorentini Matteo Aicardi Danijel Premuš Giacomo Pastorino | Slobodan Soro Aleksa Šaponjić Živko Gocić Vanja Udovičić Dušan Mandić Duško Pijetlović Slobodan Nikić Milan Aleksić Nikola Rađen Filip Filipović Andrija Prlainović Stefan Mitrović Gojko Pijetlović |                                                               |

### Női torna
| A 2012. évi nyári olimpiai játékok érmesei női vízilabdában | A 2012. évi nyári olimpiai játékok érmesei női vízilabdában | A 2012. évi nyári olimpiai játékok érmesei női vízilabdában | A 2012. évi nyári olimpiai játékok érmesei női vízilabdában |
| --- | --- | --- | ----------------------------------------------------------- |
| Arany | Ezüst | Bronz |                                                             |
| Egyesült Államok (USA) | Spanyolország (ESP) | Ausztrália (AUS) |                                                             |
| Tumuaialii Anae Betsey Armstrong Kami Craig Annika Dries Courtney Mathewson Heather Petri Kelly Rulon Melissa Seidemann Jessica Steffens Maggie Steffens Brenda Villa Lauren Wenger Elsie Windes | Marta Bach Andrea Blas Ana Copado Anni Espar Laura Ester María García Godoy Laura López Lorena Miranda Ona Meseguer Matilde Ortiz Jennifer Pareja María del Pilar Peña Roser Tarragó | Gemma Beadsworth Victoria Brown Kate Gynther Bronwen Knox Holly Lincoln-Smith Alicia McCormack Jane Moran Glencora Ralph Mel Rippon Sophie Smith Ashleigh Southern Rowie Webster Nicola Zagame |                                                             |